# Олексенки
Олексенки́ — село в Україні, у Білопільській міській громаді Сумського району Сумської області. Населення становить 26 осіб. До 2020 орган місцевого самоврядування - Гуринівська сільська рада.

## Географія
Село Олексенки розташоване на відстані 3 км від річки Павлівка. На відстані 1 км розташовані села Бубликове та Милове (село ліквідоване у 2001 році).
Біля села знаходиться велике торф'яне болото.

## Історія
- Село постраждало внаслідок геноциду українського народу, проведеного урядом СССР 1923–1933 та 1946–1947 роках[джерело?].
- 12 червня 2020 року, відповідно до розпорядження Кабінету Міністрів України № 723-р «Про визначення адміністративних центрів та затвердження територій територіальних громад Сумської області», село увійшло до складу Білопільської міської громади[1].
- 19 липня 2020 року, в результаті адміністративно-територіальної реформи та ліквідації Білопільського району, село увійшло до складу новоутвореного Сумського району[2].